# Hers-Mort
A Hers-Mort folyó Franciaország területén, a Garonne jobb oldali mellékfolyója.

## Földrajzi adatok
Haute-Garonne megyében ered és Ondes-nál torkollik a Garonne-ba. Hossza 90 km, az átlagos vízhozama Toulouse-nál 3,84 m³ másodpercenként.

## Megyék és városok a folyó mentén
- Haute-Garonne : Toulouse, Saint-Jory, Ondes